# 高松市立桜町中学校
高松市立桜町中学校（たかまつしりつ さくらまちちゅうがっこう）は、香川県高松市桜町二丁目にある市立中学校。

## 概要
高松市中心部（本庁地区）の南部に位置し、校区は概ね中心部の外縁にあたる。生徒数は781人（2010年度）

### 学校施設（2018年5月1日時点）[1]
- 普通教室：26教室
- 特別教室：21教室
- 校舎面積：7,430m2
- 体育館面積：1,125m2

### 服装規定
- 制服：あり（通年必用）

## 歴史

### 年表
- 1947年（昭和22年）4月1日 - 開校。
- 1949年（昭和24年）4月1日 - 高松市立太田中学校（旧）を本校に統合。
- 1952年（昭和26年） - 北棟竣工。
- 1964年（昭和39年） - 体育館竣工。
- 1982年（昭和57年）4月1日 - 校区内に高松市立太田中学校（新）新設。校区分離変更。
- 1986年（昭和61年）4月1日 - 校区の一部を高松市立木太中学校に分離。
- 2004年（平成16年）4月1日 - 高松市立小中学校全校で3学期制を廃して2学期制を導入。
- 2011年（平成23年） - 1棟校舎改築工事竣工。これに伴い、校舎名称変更（北、中、南校舎へ）。
- 2013年（平成25年）4月1日 - 高松市立小中学校全校で3学期制に移行。

### 全校生徒数の推移
桜町中学校の生徒数は2002年までは減少していたが、2003年以降は横ばいか増加傾向である。
- 1999年度：830人
- 2000年度：781人（-49人）
- 2001年度：744人（-37人）
- 2002年度：724人（-20人）
- 2003年度：727人（+3人）
- 2004年度：774人（+47人）
- 2005年度：774人（0人）
- 2006年度：776人（+2人）
- 2007年度：730人（-46人）
- 2008年度：746人（+16人）
- 2009年度：757人（+11人）
- 2010年度：781人（+24人）

## 教育目標
- 校訓「向学・自主」を追求し、生涯にわたって学びつづける意欲を持ち、自己実現に努力する生徒の育成

生徒像
- 自己の目標を持ち、その実現に向け、たくましく求めつづける生徒
- 自他を大切にし、共に高めあう心豊かな生徒
- 心身ともに健康で、たくましい精神と身体を持った生徒
- 社会連帯の精神と、将来の生き方を身につけた生徒

## 通学区域
通学区域は高松市本庁地区の南部及び太田地区の北部。
- 高松市
  - 藤塚町一丁目（1番除く）
  - 藤塚町二丁目
  - 栗林町一丁目 - 三丁目
  - 桜町一丁目・二丁目
  - 楠上町一丁目・二丁目
  - 花ノ宮町一丁目 - 三丁目
  - 室町
  - 室新町
  - 上之町一丁目 - 三丁目
  - 今里町
  - 今里町一丁目
  - 藤塚町
  - 上福岡町の一部
  - 伏石町987番地 - 1044番地、1296番地 - 1429番地、1499番地、1515番地 - 1620番地、2001番地 - 2054番地
  - 三条町61番地 - 71番地、314番地 - 526番地、533番地 - 676番地、694番地3

2018年より鶴尾小学校の生徒が高松市内の四校（桜町、太田、一宮、香東）へ選択して進学するようになった。

## 周辺
- 国道11号中央通り・高松南バイパス
- サン・フラワー通り
- ことでん琴平線栗林公園駅
- 高松地方気象台
- 高松市保健所
- 高松市地域包括支援センター 夜間急病診療所
- 高松第一高等学校
- 大手前高松中学・高等学校
- 栗林公園
- 観興寺
- ゆめタウン高松

- 高松市立栗林小学校・高松市立太田小学校 - 太田小学校は進学先が住所によって当中学校と太田中学校に分かれている。

## 交通アクセス
- ことでん琴平線栗林公園駅下車、徒歩5分（0.3km）。
- ことでんバスショッピング・レインボー循環バス 桜町中学前バス停下車、徒歩1分。